# Réaction aiguë au stress
 Mise en garde médicale
Une réaction aiguë au stress, également nommée réaction aiguë à un facteur de stress (dans la CIM-10), choc psychologique ou choc, est un phénomène psychique causé par un violent événement traumatisant ou terrifiant. Elle se manifeste par des symptomes physiques et psychiques, notamment l'incapacité de penser et réagir à la situation. S'il n'est pas ensuite correctement ressenti, pensé et intégré (« digéré »), le choc psychique se transforme en trouble de stress post-traumatique.
Le début d'une réponse au stress est associé à des phénomènes physiologiques spécifiques du système nerveux sympathique, directement et indirectement liés à une décharge d'épinéphrine et de norépinéphrine provenant de la médullosurrénale. La réaction aiguë au stress est décrite par Walter Cannon durant les années 1920 en tant que théorie de réaction chez les animaux répondant à la menace par une décharge du système nerveux sympathique. Cette réponse est plus tard reconnue en tant que première étape du syndrome général d'adaptation régulant les réponses au stress parmi les vertébrés et les autres organismes.

## Histoire
Quelques expériences d’effroi face à la mort et des rêves traumatiques sont retrouvées dans les récits légendaires de l’Antiquité (L’Iliade d’Homère, par exemple). Selon Hérodote (450 av. J.-C.), un cas de cécité à la suite d'un « effroi » serait survenu en pleine bataille de Marathon. Mais c’est à la fin du XIXe siècle que des premières définitions cliniques font surface : en 1887, Charcot décrit des cas d’hystérie masculine dus à un choc ad hoc. En 1888, c’est Oppenheim qui décrit la « névrose traumatique » concernant des victimes d’accident de chemin de fer (il s’agit d’un syndrome obsédant de l’accident dû à l’effroi « schreck » éprouvé au moment de l’évènement). Eugen Bleuler[réf. souhaitée], puis Sigmund Freud[réf. souhaitée], parlent de choc émotionnel, pouvant entrainer l’apparition d’un syndrome de réminiscence entrainant des symptômes de conversions, des abréactions inefficaces et répétées lorsque le sujet n’a pas pu verbaliser son vécu émotionnel.
Lors de la Seconde Guerre mondiale, la « réaction de combat aiguë » ressemble à la description de l’état de stress aigu. En 1945, Marshall développe l’historical group debriefing. La guerre du Vietnam entraine un remaniement nosographique du psychotraumatisme vers les classifications actuelles. En 1973, les post vietnam syndroms sont décrits (reviviscences diurnes et nocturnes, état d’alerte permanent, enfermement sur soi avec incapacité à communiquer et transfiguration de la personnalité).

## Définitions actuelles
Dans la première version du Manuel diagnostique et statistique des troubles mentaux (DSM), en 1952, est décrite la gross stress reaction peu de temps après la Première Guerre mondiale. Dans le DSM-II, en 1968, il n’y a pas d’équivalent syndromique décrit. En 1980, peu de temps après la guerre du Vietnam, une définition du syndrome de stress post-traumatique est introduite dans le DSM-III. 
Dans le DSM-IV (1994), il existe deux entités diagnostiques : la première, l'état de stress aigu dont les différents critères sont : exposition à un traumatisme, syndrome dissociatif, syndrome de reviviscence, évitement, hyperactivation neurovégétative, détresse significative (avec retentissement), et compris entre 2 jours, et 1 mois après le traumatisme ; la seconde, l'état de stress post-traumatique définie par une exposition à un traumatisme, syndrome d’intrusion, évitement, symptômes neurovégétatifs, détresse significative (avec retentissement), et symptômes évoluant depuis plus d’un mois. On distingue PTSD aigu, chronique ou différé.

## Épidémiologie
La prévalence dans la population générale serait autour de 1 % et la prévalence vie entière entre 2 et 8 %. Il existerait des différences significatives entre les populations américaines et européennes. En 1991, Davidson et al., réalise une recherche aux États-Unis pour déterminer la prévalence en population générale sur 6 mois, il retrouve 1,3 % d’état de stress post-traumatique. Kessler et al. en (1995), retrouve une prévalence sur la vie de 7,8 % dans une étude américaine nationale. En Europe, une étude réalisée en 2000 (European study of the epidemiology of mental disorder) montre une prévalence en population générale sur la vie entière de 1,9 % (0,9 % chez les hommes ; 2,9 % chez les femmes). En France, à la suite de l’attentat de Port Royal, une étude, sur 56 victimes ayant accepté de participer, retrouve à 6 mois que 41 % des victimes répondaient aux critères de l’ESPT.

## Modèles cognitivo-comportementaux
Le modèle de Mowrer (1960) est un modèle comportemental, reprenant les bases des conditionnements classiques et opérants. Le traumatisme entraîne un conditionnement avec un ensemble de stimuli neutres internes ou externes. Le rappel d’un de ces stimuli provoque une réponse conditionnée (syndrome de reviviscence), selon le modèle du conditionnement classique. Les évitements sont expliqués par le conditionnement opérant comme une stratégie de faire face inadaptée. Cependant, il explique mal l’hyperactivation neurovégétative. Le modèle de Foa, Steketee et Rothbaum, reprend le modèle comportemental, mais il ajoute que les signaux associés au traumatisme activent une structure de peur, elle-même établie dans la mémoire lors du traumatisme initial. Cette structure aurait pour rôle de permettre à l’individu d’échapper aux dangers et serait articulée autour de trois points (stimuli, réponses (physiques et émotionnelles), et significations associées). L’interprétation permise par cette structure de peur serait en contradiction avec les schémas et croyances préexistants (notamment ceux concernant l’imprévisibilité et le manque de contrôlabilité de l’environnement). L’individu aurait alors du mal à différencier les stimuli neutres de l’environnement et ceux évoquant un danger, expliquant en partie l’hyperactivation neurovegétative.
Le modèle d'Horowitz, en 1986, intègre les concepts psychanalytiques, comportementaux comme la gestion du stress, le traitement cognitif de l'information de Piaget. Les symptômes observés représentent la réponse à l'excès d'information reçue pendant l'expérience traumatique. L’incapacité à intégrer ces nouvelles données au sein des schémas cognitifs antérieurs maintient les symptômes. Les représentations de l'événement traumatique reviennent de manière répétée comme tentative d’intégration progressive, oscillant entre évitement et intrusion. 
Selon le modèle intégratif de Barlow (fausse alarme, 1992), il existerait une interaction de plusieurs éléments de causalité pour développer un état de stress aigu ou un état de stress post-traumatique. Un individu vulnérable (biologiquement) faisant face à des stresseurs environnementaux (le traumatisme), expérimente une réaction de stress qui peut déclencher une réaction d'alarme vraie, puis de fausses alarmes (immédiates ou différées par des stimuli internes et/ou externes). Chez des individus vulnérables psychologiquement, apparait le sentiment de non prévisibilité et de non contrôle, et aboutit à un état de résignation (impuissance apprise). Les individus pensant le monde juste, stable et sécurisant sont à risques : le traumatisme représente une rupture totale avec leur représentation du monde.
La conjugaison de ces différents facteurs entraine une appréhension anxieuse chronique (hypervigilance orientée vers un danger éventuel puis mise en place de schémas de danger inconscients) qui devient un facteur de développement et de maintien de l'E.S.P.T. (favorise la répétition de fausses alarmes).

## Traitements
Les prises en charge immédiates sont actuellement bien codifiées et privilégient d’abord les soins répondant aux besoins vitaux dans un environnement sécurisant. Une première prise en charge psychologique très précoce est possible sous la forme d’un « defusing » permettant de ventiler les émotions et de reconstruire en partie l’événement. Le débriefing de Mitchell, ou l’Intervention Psychothérapeutique Post-Immédiate, décrivent une manière de prendre en charge précocement les victimes (2  à   10 jours après le traumatisme), leur proposant de se réengager vers le futur, notamment au travers d’une prise en charge psychothérapique.
Les prises en charge des états de stress post-traumatique par thérapies cognitives et comportementales font l’objet d’une large littérature et ont démontré leur efficacité. Les prises en charge TCC des états de stress aigu ont été moins étudiées mais semblent être une voie d'abord intéressante. D'autres formes de thérapies utilisées dans la prise en charge de traumatismes peuvent être utilisées dans la prise en charge des états de stress aigu comme l'EMDR ou des thérapies plus corporelles (sophrologie).